# Bretton Woods

Bretton Woods se nachází v Coos County (zvýrazněno červeně) v New Hampshire

Bretton Woods je oblast města Carroll, kraje Coos v americkém státě New Hampshire. Je obklopena lesem White Mountain National Forest a s výhledem na Mount Washington z tzv. Prezidentského pohoří. Jedinými zajímavostmi je dobová železniční dráha a hotel Mount Washington.
V červenci 1944 se v Bretton Woods konala jednání mezi 45 zeměmi o nové koncepci mezinárodního peněžního systému. Výsledkem
jednání byl tzv. brettonwoodský systém, který fungoval do roku 1971.